# Smoking / No Smoking
Smoking / No Smoking ist ein zweiteiliges französisches Filmdrama von Alain Resnais aus dem Jahr 1993. Als literarische Vorlage diente das Bühnenstück Intimate Exchanges von Alan Ayckbourn. Sabine Azéma und Pierre Arditi, mit denen Resnais mehrfach zusammengearbeitet hat, spielen sämtliche Rollen.

## Handlung
Erzählt werden in beiden Teilen je sechs mögliche Geschichten von neun Menschen, die in Hutton Buscel in der englischen Grafschaft Yorkshire leben und in Comic-Zeichnungen vorgestellt werden. Im Mittelpunkt stehen stets das Streben nach Glück, der Umgang mit Konventionen sowie zufällig und spontan getroffene Entscheidungen, die das Leben der Menschen stark verändern. Ausgangspunkt in beiden Teilen ist jeweils die Frage, die sich Celia Teasdale stellt: Soll sie während der Gartenarbeit eine Zigarettenpause einlegen oder nicht?

### Smoking
1. Version: Celia ist mit Toby Teasdale, dem Direktor der örtlichen Schule, verheiratet. Beim Frühjahrsputz greift sie nach einer Zigarette und zündet sie sich an. Der Hausmeister der Schule, Lionel Hepplewick, kommt vorbei, um nach ihrem Garten zu sehen. Nebenbei flirtet er mit der jungen Sylvie Bell, die für die Teasdales als Hausmädchen arbeitet. Ein paar Tage später sehen die Teasdales ein, dass ihre Ehe am Ende ist. Toby, der ein Alkoholproblem hat und seine Stelle als Direktor zu verlieren droht, entschließt sich, die Stadt für eine Weile zu verlassen. Fünf Wochen später versucht Celia zusammen mit Lionel, einen Cateringservice auf die Beine zu stellen. Doch Lionel stellt sich dabei als unbrauchbar heraus. Toby kehrt schließlich zu Celia zurück. Fünf Jahre später findet die Beerdigung von Lionels Vater Joe statt, der die letzten Jahre in einem Rollstuhl verbracht und sich als Dichter versucht hatte. Toby hat inzwischen dem Alkohol abgeschworen, Celia wiederum ist deprimiert, dass ihrem Cateringservice kein Erfolg beschieden war. Lionel hat derweil eine Geschäftsfrau geheiratet und betreibt erfolgreich eine Cafeteria.
2. Version: Auf Joe Hepplewicks Beerdigung erkennen sich Celia und Toby kaum wieder. Toby ist zum hoffnungslosen Alkoholiker geworden. Celia betreibt weiterhin den Cateringservice mit Lionel.
3. Version: Im Garten schlägt Toby Celia beim Frühjahrsputz vor, gemeinsam einen Urlaub zu machen. Lionel ist enttäuscht, als sich Celia von ihm verabschiedet und ihm sagt, dass die Sache mit dem Cateringservice eine Schnapsidee gewesen sei. Lionel folgt Toby und Celia in ein Strandhotel und nimmt dort eine Stelle als Kellner an. Er versucht, mit Celia allein zu sprechen. Toby kommt ihm jedoch auf die Schliche und sorgt dafür, dass Lionel entlassen wird. Fünf Jahre später wird Toby beerdigt. Celia ist dabei in Begleitung von Tobys Freund Miles Coombes. Lionel arbeitet inzwischen als Totengräber.
4. Version: Toby behält die Beherrschung, als sich herausstellt, dass Lionel ihm und Celia in das Strandhotel gefolgt ist. Celia gibt zu, Lionel dazu angestiftet zu haben. Dieser wiederum will Celia ab sofort in Ruhe lassen. Fünf Jahre später findet eine Feier anlässlich eines Schuljubiläums statt. Celias und Tobys Ehe läuft immer noch schlecht. Lionel ist nun auch verheiratet und betreibt eine Taxizentrale.
5. Version: Im Garten der Teasdales will Lionel nicht mit Celia, sondern mit dem Hausmädchen Sylvie ausgehen. Nach ihrem Rendezvous will Lionel, dass Sylvie mehr aus sich macht. Toby hilft Sylvie dabei und gibt ihr entsprechende Literatur zum Lesen. Lionel freut sich, dass Sylvie entschlossen ist, sich weiterzuentwickeln. Celia hofft unterdessen, dass Toby endlich mit dem Trinken aufhört. Fünf Wochen später unterhält sich Lionels Vater Joe Hepplewick beim Stadtfest mit Celia und Sylvie. Letztere reagiert nunmehr gereizt auf Lionel, der seine Arbeit verloren hat. Toby ist als Sylvies Mentor hingegen aufgeblüht. Sylvie möchte jedoch keinen Unterricht mehr. Lionel und Sylvie haben nach fünf Jahren zwei Söhne und eine Tochter. Toby hat inzwischen seinen Posten als Direktor aufgegeben.
6. Version: Beim Stadtfest sagt Sylvie Lionel, dass sie ihn nicht heiraten wolle. Fünf Jahre später hat Lionel eine andere geheiratet. Toby ist beim Schuljubiläum die Alkoholsucht deutlich anzusehen. Sylvie, die in der Zwischenzeit eine Reporterin geworden ist, möchte Toby interviewen. Dabei bedankt sie sich für den Unterricht, den sie von ihm einst erhalten hat, worüber sich Toby sehr freut.

### No Smoking
1. Version: Celia zündet sich auf ihrer Terrasse keine Zigarette an und verpasst daraufhin Lionel. Stattdessen trifft sie auf Tobys Freund Miles, der ihr mitteilt, dass Toby aufgrund seiner Alkoholsucht entlassen werden soll. Miles wolle jedoch versuchen, Tobys Kündigung zu verhindern. Celia gibt sich gleichgültig, will sie doch Toby sowieso verlassen. Doch nicht nur sie, auch Miles führt eine schlechte Ehe. Seine lebenshungrige Frau Rowena betrügt ihn. Er hofft jedoch auf ein gemeinsames Abendessen zu viert. Zu diesem Essen bei den Teasdales erscheinen jedoch nur er und Celia. Miles, der verhindern konnte, dass Toby entlassen wird, soll mit Celia allein sprechen und sie dazu bewegen, bei Toby zu bleiben. Doch Miles ist auch in Celia verliebt. Später taucht Celias Mutter Josephine auf und stellt Miles in Celias Abwesenheit zahlreiche private Fragen. Miles verkriecht sich daraufhin im Schuppen der Teasdales. Fünf Wochen darauf gehen Miles und seine Frau Rowena zum Golfen. Rowena stichelt dabei gegen Miles, kann ihn jedoch dazu bewegen, ihr anschließend ein Gedicht vorzulesen. Fünf Jahre später sehen sich Miles, der mit Rowena umgezogen ist, und Celia wieder. Toby ist in der Zwischenzeit verstorben.
2. Version: Beim Golfen meint Rowena gegenüber Miles, dass ihre Beziehung nicht funktioniere. Beim Schuljubiläum stellt sich heraus, dass sich beide Paare schließlich getrennt haben. Miles und Toby leben inzwischen zusammen, Celia arbeitet an der Schule.
3. Version: Miles erklärt sich bereit, Toby vor dem Schulausschuss und der stellvertretenden Schulleiterin Irene Pridworthy zu verteidigen, schlägt jedoch kein gemeinsames Abendessen mit den Teasdales vor. Als er mit Rowena im Garten der Teasdales in Streit gerät, sperrt ihn Rowena im Schuppen ein. Sylvie befreit Miles, der sie daraufhin zu einem Strandspaziergang einlädt, den er eigentlich schon immer mit Rowena machen wollte. Celia richtet Miles später aus, dass Sylvie keine langen Spaziergänge möge und Rowena sich mit einem anderen Mann treffe. Miles zieht sich anschließend in den Schuppen zurück. Fünf Wochen später hält sich Miles immer noch im Schuppen auf. Rowena schäkert derweil mit Lionel, der angeberisch seine Hosen auszieht und dann seine Fitness demonstriert. Daraufhin schafft es Rowena, Miles aus dem Schuppen zu locken. Dieser hat sich unterdessen dazu entschlossen, sie zu verlassen. Fünf Jahre später ist Sylvie mit Lionel verheiratet und Miles wieder mit Rowena zusammen.
4. Version: Rowena zeigt sich einfühlsam und kehrt mit Miles, nachdem dieser den Schuppen verlassen hat, nach Hause zurück.
5. Version: Celia erzählt Miles, dass Sylvie lange Spaziergänge sehr gern mache. Doch Sylvie hatte in ihrer an Celia hinterlassenen Nachricht gelogen. Während ihrer Wanderung mit Miles beklagt sich Sylvie, dass ihr die Schuhe drücken und sie Krämpfe in den Beinen hätte. Obwohl sie sich gegenseitig auf die Nerven gehen, fühlen sich Sylvie und Miles stark zueinander hingezogen. Nachdem Sylvie nach Hause gegangen ist, findet Rowena ihren Mann wieder. Fünf Jahre später wird Sylvie von Miles zum Traualtar geführt, wo sie Lionel das Ja-Wort gibt.
6. Version: Als Rowena Miles bei seiner Wanderung antrifft, weigert sich dieser, mit ihr nach Hause zu gehen. Im Nebel stürzt er unglücklich und kommt dabei ums Leben. Fünf Jahre danach wird für Miles eine Gedenkfeier abgehalten. Ein Schuppen im Kirchhof wird auf seinen Namen geweiht.

## Hintergrund
Bereits mit Mélo (1986) hatte Regisseur Alain Resnais ein Boulevardstück für die Leinwand adaptiert. Für Smoking / No Smoking nahm er sich das Bühnenstück Intimate Exchanges des Briten Alan Ayckbourn als Vorlage, die Resnais für seinen Film von ursprünglich acht auf sechs Geschichten kürzte. Resnais inszenierte den zweiteiligen Film um die Frage „Was wäre gewesen, wenn?“ bewusst vor künstlichen Kulissen und mit künstlichem Licht. Auch die Komik, die durch die Adaption eines englischen Bühnenstücks in französischer Sprache entsteht, sei von Resnais beabsichtigt gewesen.
Smoking / No Smoking wurde am 27. Oktober 1993 in Frankreich uraufgeführt und erhielt in der Folge fünf Césars, unter anderem in der Kategorie Bester Film. In Deutschland wurde die Tragikomödie erstmals am 27. Oktober 1994 in den Kinos gezeigt und am 26. bzw. 27. Mai 1996 von West 3 im Fernsehen ausgestrahlt. In der deutschen Synchronfassung wurde Sabine Azéma in ihren jeweiligen Rollen von Evelyn Maron gesprochen, während Joachim Kerzel Pierre Arditi seine Stimme lieh.

## Kritiken
Dem Spiegel zufolge lasse sich in beiden Teilen des Films „staunend mitansehen, wie der große alte Tüftler des französischen Films in späten Jahren zu einer spielerischen Leichtigkeit gefunden hat, statt in arthritische Bedeutungsstarre zu verfallen“. Es handle sich um „ein Alterswerk ohne Schmock, weise, hell und so einfach, wie nur ein Meister des Schwierigen einen Film inszenieren kann“. Für das Lexikon des internationalen Films war Smoking / No Smoking von Arditi und Azéma in insgesamt neun Rollen „[h]ervorragend gespielt“. Cinema bezeichnete den Film als „[k]omisches, raffiniertes Spiel mit dem Zufall“.

## Auszeichnungen
César
Gewonnen:
- Bester Film
- Beste Regie – Alain Resnais

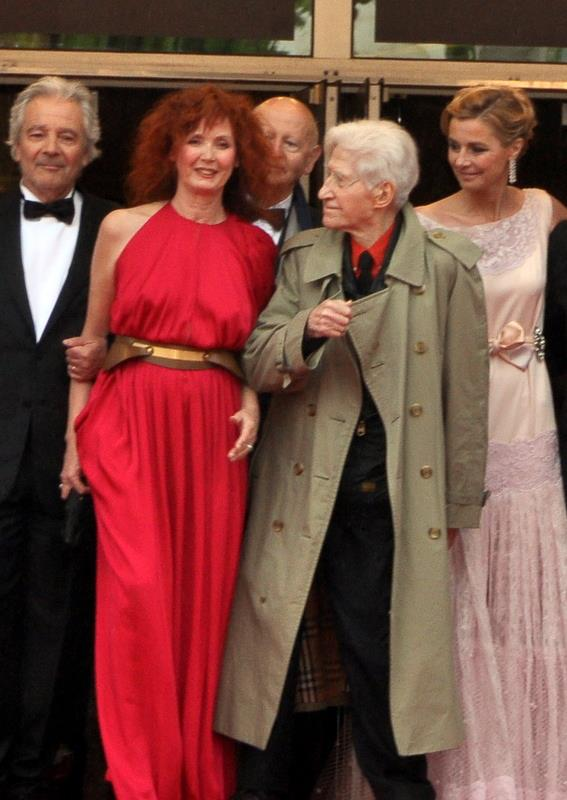
Pierre Arditi, Sabine Azéma und Alain Resnais 2012 bei den Filmfestspielen von Cannes

- Bester Hauptdarsteller – Pierre Arditi
- Bestes Drehbuch – Jean-Pierre Bacri, Agnès Jaoui
- Bestes Szenenbild – Jacques Saulnier

Nominiert:
- Beste Hauptdarstellerin – Sabine Azéma
- Beste Kamera – Renato Berta
- Bester Schnitt – Albert Jurgenson
- Bester Ton – Bernard Bats, Gérard Lamps

Weitere
- Nominierung für den Goldenen Bären und ein Silberner Bär für eine herausragende Einzelleistung (Alain Resnais) bei den Internationalen Filmfestspielen von Berlin
- Louis-Delluc-Preis in der Kategorie Bester Film
- Preis des Syndicat Français de la Critique de Cinéma als bester französischer Film
- Nastro d’argento europeo des Sindacato Nazionale Giornalisti Cinematografici Italiani für Alain Resnais
- Goldener Pegasus bei den Premi Internazionali Flaiano für Pierre Arditi und Sabine Azéma
- Nominierung für den Goldenen Frosch für Kameramann Renato Berta beim Camerimage-Festival